# Lindelöws bokförlag
Lindelöws bokförlag, grundat 1989, är ett svenskt bokförlag i Göteborg. Förlaget har bland annat utgivit Charles Bukowskis verk i svensk översättning.